# Aaron Finch
Aaron Finch (ur. 17 listopada 1986 w Colac) – australijski krykiecista, praworęczny odbijający, reprezentant kraju.
Gra w lidze australijskiej reprezentując Wiktorię, grał także dla drużyny Chennai Super Kings w Indian Premier League. Dotychczas (luty 2012) reprezentował Australię tylko w Twenty20.